# Lauenensee
Lauenensee är en sjö i Schweiz.   Den ligger i kantonen Bern, i den sydvästra delen av landet, 60 km söder om huvudstaden Bern. Lauenensee ligger 1 400 meter över havet. Arean är 0,10 kvadratkilometer.
Trakten runt Lauenensee består i huvudsak av gräsmarker. Runt Lauenensee är det ganska glesbefolkat, med 38 invånare per kvadratkilometer.